# Walzbachtal
Walzbachtal è un comune tedesco di 9 113 abitanti, situato nel land del Baden-Württemberg.